# ジャック・フィースター
ジャック・フィースター（John Albert "Jack" Pfiester, 1878年5月24日 - 1953年9月3日）は、アメリカ合衆国オハイオ州シンシナティ出身のプロ野球選手（投手）。左投げ右打ち。
ニックネームは"Jack The Giant Killer"（ジャック・ザ・ジャイアント・キラー）。1900年代のシカゴ・カブスのナショナルリーグ3連覇に貢献、特に当時ライバルだったニューヨーク・ジャイアンツ戦で好投したことがニックネームの由来である。

## 経歴
両親の苗字は"Hagenbush"だったのだが、その両親はフィースターが3歳のときに亡くなったため、叔父夫婦の苗字を受け継いだものである。シンシナティのセミプロチームで投げていたが、1903年シーズン中にパイレーツのトライアウトを経て入団する。パイレーツには2年間在籍するが結果が出ず、1905年にはウェスタンリーグのオマハ球団に送られていた。
オマハでフィースターは徐々に好投を見せるようになる。左横手投げのスタイルから、後に「プレッツェル・カーブ」と呼ばれるようになる大きなカーブが武器となり、これに注目したシカゴ・カブスは1906年にフィースターをカブスに入団させた。この年の5月30日、フィースターは延長15回で17奪三振という当時の1試合の奪三振数記録を樹立する。結局このシーズンは31試合を投げて20勝8敗、防御率1.51という成績を残し、カブスはレギュラーシーズン116勝を上げてリーグ優勝を果たす。
1907年には30試合に登板して自責点わずか25で投げきり、防御率1.15でこの年の最優秀防御率投手となる。この年のワールドシリーズでも、タイ・カッブ率いるデトロイト・タイガースを被安打10ながら失点1でしのぐ好投を見せ、カブスのワールドシリーズ優勝に貢献した。翌1908年にも12勝を上げシーズン防御率は2.00と低い値を記録する。同年9月23日のニューヨーク・ジャイアンツとの試合で、フィースターは投球中に腕を脱臼するアクシデントに見舞われた。しかしフィースターは痛みをこらえてこの試合を最後まで投げきり、脱臼した腕でジャイアンツを5安打に押さえるという投球を見せた。
それまで無理をしてきたこともあり、1910年以降フィースターの登板機会は急激に減っていった。1911年は胃炎に悩まされ6試合に登板しただけでマイナーのルイビル球団に移り、再びメジャーに戻ってくることはなかった。マイナーリーグでは1916年まで選手として活動し、同年引退。メジャーリーグ在籍は8年と短かったが、通算防御率2.02、対ジャイアンツ戦で15勝5敗、完封7の記録を残した。1953年にオハイオ州で死去。

## 詳細情報

### 年度別投手成績
| 年 度   | 球 団   | 登 板 | 先 発 | 完 投 | 完 封 | 無 四 球 | 勝 利 | 敗 戦 | セ 丨 ブ | ホ 丨 ル ド | 勝 率 | 打 者 | 投 球 回 | 被 安 打 | 被 本 塁 打 | 与 四 球 | 敬 遠 | 与 死 球 | 奪 三 振 | 暴 投 | ボ 丨 ク | 失 点 | 自 責 点 | 防 御 率 | W H I P |
| ------- | ------- | ----- | ----- | ----- | ----- | -------- | ----- | ----- | -------- | ----------- | ----- | ----- | -------- | -------- | ----------- | -------- | ----- | -------- | -------- | ----- | -------- | ----- | -------- | -------- | ------- |
| 1903    | PIT     | 3     | 3     | 2     | 0     | 0        | 0     | 3     | 0        |             | .000  | 93    | 19.0     | 26       | 0           | 10       |       | 2        | 15       | 0     | 0        | 21    | 13       | 6.16     | 1.89    |
| 1904    | PIT     | 3     | 2     | 1     | 0     | 0        | 1     | 1     | 0        |             | .500  | 99    | 20.0     | 28       | 0           | 9        |       | 0        | 6        | 1     | 0        | 18    | 16       | 7.20     | 1.85    |
| 1906    | CHC     | 31    | 29    | 20    | 4     | 3        | 20    | 8     | 0        |             | .714  | 959   | 250.2    | 173      | 3           | 63       |       | 13       | 153      | 4     | 1        | 63    | 42       | 1.51     | 0.94    |
| 1907    | CHC     | 30    | 22    | 13    | 3     | 2        | 14    | 9     | 0        |             | .609  | 745   | 195.0    | 143      | 1           | 48       |       | 5        | 90       | 2     | 0        | 61    | 25       | 1.15     | 0.98    |
| 1908    | CHC     | 33    | 29    | 18    | 3     | 1        | 12    | 10    | 0        |             | .545  | 1004  | 252.0    | 204      | 1           | 70       |       | 11       | 117      | 5     | 0        | 82    | 56       | 2.00     | 1.09    |
| 1909    | CHC     | 29    | 25    | 13    | 5     | 1        | 17    | 6     | 0        |             | .739  | 800   | 196.2    | 179      | 1           | 49       |       | 5        | 73       | 3     | 1        | 67    | 53       | 2.43     | 1.16    |
| 1910    | CHC     | 14    | 13    | 5     | 2     | 1        | 6     | 3     | 0        |             | .667  | 391   | 100.1    | 82       | 0           | 26       |       | 1        | 34       | 0     | 1        | 28    | 20       | 1.79     | 1.08    |
| 1911    | CHC     | 6     | 5     | 3     | 0     | 0        | 1     | 4     | 0        |             | .200  | 150   | 33.2     | 34       | 0           | 18       |       | 2        | 15       | 1     | 0        | 25    | 15       | 4.01     | 1.54    |
| MLB:8年 | MLB:8年 | 149   | 128   | 75    | 17    | 8        | 71    | 44    | 0        |             | .617  | 4241  | 1067.1   | 869      | 6           | 293      |       | 39       | 503      | 16    | 3        | 365   | 240      | 2.02     | 1.09    |

### 獲得タイトル・記録
- 最優秀防御率：1回（1907年）
- ワールドシリーズ出場：4回（1906,1907,1908,1910年）
- 通算防御率：2.02（歴代3位）[10]
- シーズン防御率：1.15（1907年：1901年以降史上6位）

### 打撃成績
- 通算成績：149試合、349打数36安打、本塁打0、打点14、打率.103